# Bluff Park
Bluff Park es un área no incorporada ubicada en el condado de Los Ángeles en el estado estadounidense de California.

## Geografía
Bluff Park se encuentra ubicada en las coordenadas 33°45′49″N 118°9′34″O / 33.76361, -118.15944.